# Alojzij Cvikl

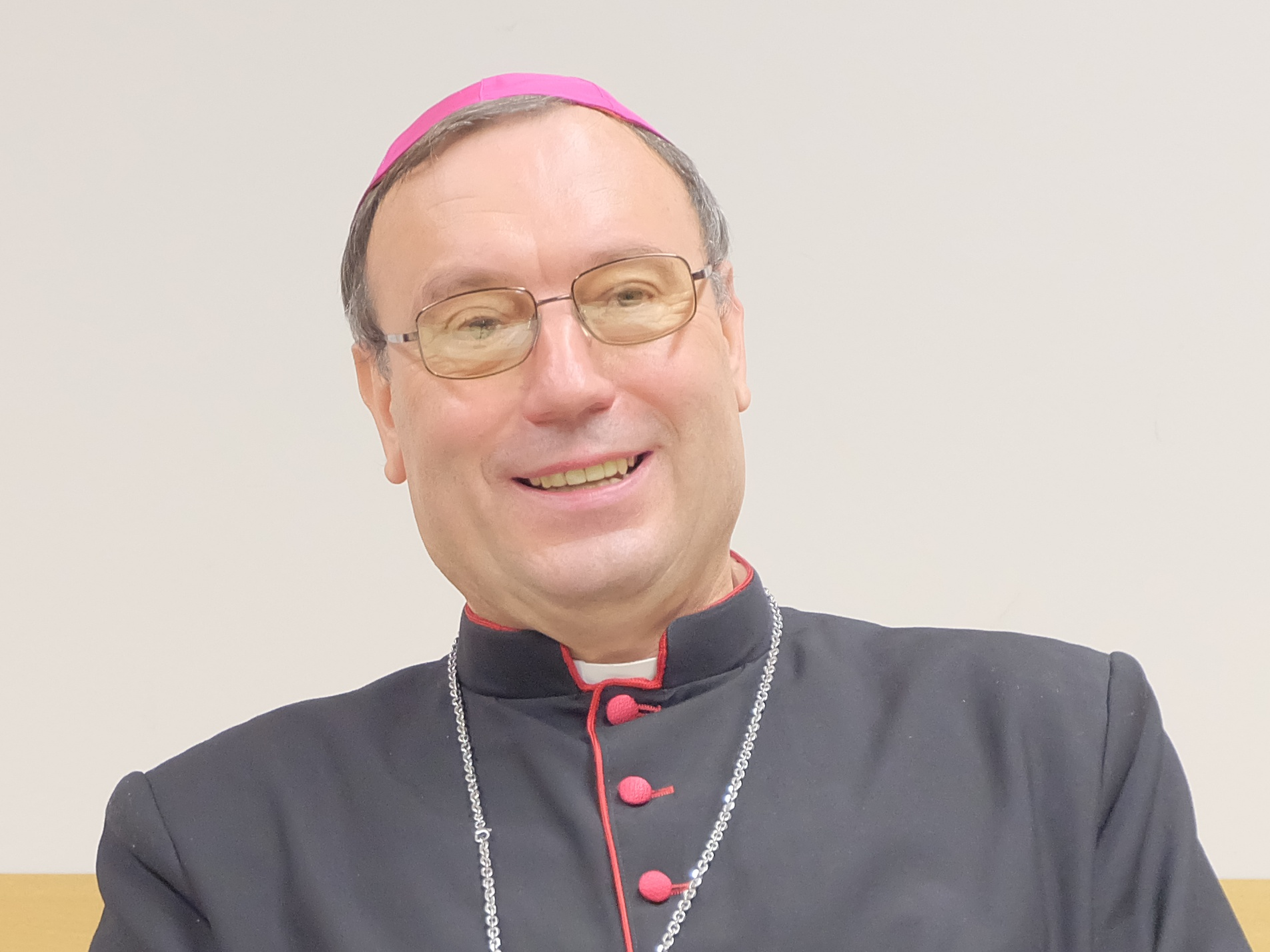
Erzbischof Alojzij Cvikl (2015)

Erzbischofswappen von Alojzij Cvikl

Alojzij Cvikl SJ (* 19. Juni 1955 in Celje) ist ein slowenischer Ordensgeistlicher und römisch-katholischer Erzbischof von Maribor.

## Leben
Alojzij Cvikl trat 1974 in den Jesuitenorden ein und studierte an der Theologischen Fakultät in Ljubljana und an der Päpstlichen Universität Gregoriana in Rom. Er empfing am 3. Juli 1983 das Sakrament der Priesterweihe. Nach weiteren Studien erwarb er 1990 am Institut Lumen Vitae in Brüssel das Lizenziat in Pädagogik und Sozialwissenschaften.
Als Priester war er zunächst Kaplan in Ljubljana und anschließend Internatsleiter und Religionslehrer am Erzbischöflichen Institut Sankt Stanislaus in Ljubljana. Von 1995 bis 2001 war er Provinzial der slowenischen Jesuitenprovinz und ab 1996 Präsident der Konferenz der höheren Ordensoberen Sloweniens. Von 2001 bis 2010 leitete er als Rektor das Päpstliche Collegium Russicum in Rom. Ab 2010 war er Ökonom des Erzbistums Maribor.
Papst Franziskus ernannte ihn am 14. März 2015 zum Erzbischof von Maribor. Die Bischofsweihe spendete ihm der Apostolische Nuntius in Slowenien, Erzbischof Juliusz Janusz, am 26. April desselben Jahres. Mitkonsekratoren waren der Bischof von Celje, Stanislav Lipovšek, und der emeritierte Weihbischof Jožef Smej aus Maribor.